# Herb Tarnowa
Herb Tarnowa – jeden z symboli Tarnowa w postaci herbu.

## Wygląd i symbolika
Herb przedstawia na błękitnym polu, ułożoną w słup złotą sześcioramienną gwiazdę ponad złotym półksiężycem otwartym ku górze. Tarcza otoczona jest bordiurą powielającą kolor godeł.
Motyw został zaczerpnięty z herbu Leliwa, którym posługiwał się założyciel miasta Spycimir Leliwita.

## Historia
Pierwsze wzmianki o herbie pochodzą z XV w. i kronik Jana Długosza. Obecnie obowiązująca wersja herbu pochodzi ze statutu gminy miasta Tarnowa z 2003.